# Stay (canción de Zedd y Alessia Cara)
«Stay» es una canción del productor de música electrónica ruso-alemán Zedd y la cantante canadiense Alessia Cara. El sencillo fue lanzado el 23 de febrero de 2017 a través de Interscope Records. El vídeo oficial de la canción fue lanzado el 18 de abril de 2017, en YouTube.

## Uso en los medios
La canción aparece en la película Everything, Everything. Esta canción, que hace referencia a "beber el ron y la cola", también se utilizó en los anuncios de Pepsi Fire.

## Posicionamiento en listas

### Semanales
| Alemania                   | Official German Charts     | 13 |
| Australia                  | ARIA Top 100 Singles       | 3  |
| Austria                    | Ö3 Austria Top 40          | 6  |
| Bélgica (Fl)               | Ultratop                   | 21 |
| Bélgica (W)                | Ultratop                   | 26 |
| Brasil                     | Brasil Hot 100             | 91 |
| Canadá                     | Canadian Hot 100           | 9  |
| Dinamarca                  | Tracklisten                | 12 |
| Eslovaquia                 | Singles Digital Top 100    | 10 |
| Escocia                    | Scottish Singles Chart     | 7  |
| España                     | PROMUSICAE                 | 40 |
| Estados Unidos             | Billboard Hot 100          | 7  |
| Estados Unidos             | Pop Songs                  | 1  |
| Estados Unidos             | Adult Pop Songs            | 2  |
| Estados Unidos             | Rhythmic Songs             | 12 |
| Estados Unidos             | Hot Dance/Electronic Songs | 1  |
| Finlandia                  | Suomen virallin lista      | 20 |
| Francia                    | SNEP                       | 38 |
| Hungría                    | Single Top 40              | 34 |
| Irlanda                    | IRMA                       | 8  |
| Italia                     | FIMI                       | 21 |
| Japón                      | Japan Hot 100              | 27 |
| Letonia                    | Latvijas Top 40            | 6  |
| Malasia                    | RIM                        | 6  |
| México Airplay (Billboard) | 5                          |    |
| Noruega                    | VG-lista                   | 17 |
| Nueva Zelanda              | NZ Top 40 Singles Chart    | 9  |
| Países Bajos               | Dutch Top 40               | 11 |
| Portugal                   | AFP                        | 8  |
| Reino Unido                | UK Singles Chart           | 8  |
| República Checa            | Singles Digitál Top 100    | 7  |
| Suecia                     | Sverigetopplistan          | 8  |
| Suiza                      | Schweizer Hitparade        | 16 |

### Certificaciones
| País           | Organismo certificador | Certificación    | Ventas certificadas | Ref.   |
| -------------- | ---------------------- | ---------------- | ------------------- | ------ |
| Alemania       | BVMI                   | Oro              | 200,000             | [ 36 ] |
| Australia      | ARIA                   | 3× Platino       | 210,000             | [ 37 ] |
| Bélgica        | BEA                    | Platino          | 20,000              | [ 38 ] |
| Dinamarca      | IFPI — Dinamarca       | Oro              | 30,000              | [ 39 ] |
| Estados Unidos | RIAA                   | 2× Platino       | 2,000,000           | [ 40 ] |
| Francia        | SNEP                   | Platino          | 150,000             | [ 41 ] |
| Italia         | FIMI                   | Platino          | 50,000              | [ 42 ] |
| México         | AMPROFON               | 2× Platino + Oro | 150,000             | [ 43 ] |
| Nueva Zelanda  | RMNZ                   | Platino          | 30,000              | [ 44 ] |
| Suecia         | IFPI — Suecia          | 2× Platino       | 80,000              | [ 45 ] |
| Reino Unido    | BPI                    | Platino          | 600,000             | [ 46 ] |